# Thorvald Borg
Jacob Thorvald Borg (10. april 1872 i København – 8. april 1932 på Københavns Militærhospital) var en dansk soldat i søværnet. Ved karrierens slutning var han kommandørkaptajn. 1917 blev han Københavns havnedirektør. Den tidligere Thorvald Borgs Gade (nu en del af Hilmar Baunsgaards Boulevard) på Islands Brygge var opkaldt efter ham.